# Gabriel Chade
Gabriel Chade (22 de mayo de 1980, Chilecito, La Rioja, Argentina) es un árbitro asistente internacional de fútbol de Argentina, que participó en la Copa Mundial de la FIFA Catar 2022. Además, representa al país en los torneos mayores de la Conmebol, la Copa Libertadores y la Copa Sudamericana.

## Trayectoria
Chade, que debutó en la Primera División Argentina en 2015, cuenta con una larga carrera internacional, disputando como árbitro asistente la Copa América 2021, donde compartió ternas con los jueces principales Néstor Pitana y Patricio Loustau, y el también asistente Ezequiel Brailovsky —compañero en la terna mundialista en Catar—.
Ese mismo año, fue seleccionado por FIFA para la Copa Árabe de la FIFA 2021, junto a Facundo Tello —árbitro principal en la terna del mundial—.